# Place Suzanne-Denglos-Fau
La place Suzanne-Denglos-Fau est une voie située dans le 18e arrondissement de Paris. 

## Situation et accès
Elle est située à l'intersection des rues Lamarck et Caulaincourt.

## Origine du nom

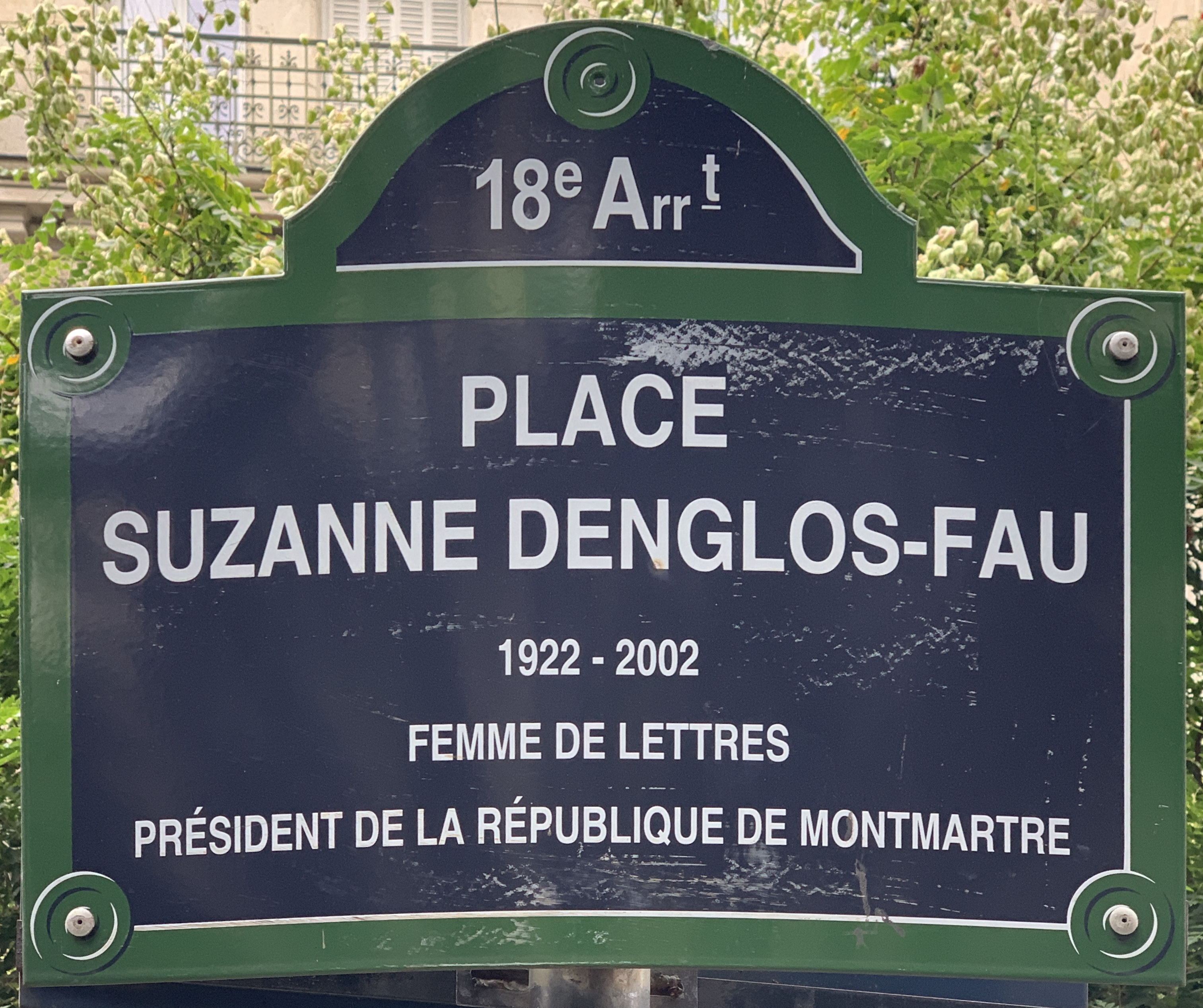
Plaque de la place.

Elle porte le nom de l'autrice et présidente de la République de Montmartre Suzanne Denglos-Fau (1922-2002).

## Historique
Elle a été inaugurée le 13 mars 2014.

## Bâtiments remarquables et lieux de mémoire
- no 30 rue Lamarck : adresse du siège social de la République de Montmartre[4]